# Lara Neumeier
Lara Neumeier (* 1998 im Allgäu) ist eine deutsche Kletterin in den Bereichen Sport-, Trad- und Alpinklettern. Sie wurde durch die erste freie Begehung der Route El Corazon am 1000 m hohen El Capitan im Yosemite-Nationalpark durch ein reines Frauenteam (mit Barbara Zangerl) bekannt, sowie durch die erste Wiederholung durch eine Frau der schwer abzusichernden Route Psychogramm an der Bürser Platte.

## Leben
Lara Neumeier wuchs in Steingaden auf, einem Ort im Ostallgäu der schon im angrenzenden Oberbayern liegt. Ihre Eltern kletterten und die Familienurlaube wurden mit Outdoor-Sportarten wie Klettern, Wandern und Radfahren verbracht. Nach Gymnasium und Abitur nahm sie ein Jahr Auszeit, um zu reisen und sich in dieser Zeit ganz auf das Klettern zu konzentrieren. Sie studierte Betriebswirtschaftslehre und schloss das Studium mit dem Bachelor ab. Danach zog sie wegen der Nähe zur Fränkischen Schweiz nach Nürnberg, wo sie Marketing studierte. Sie beendete das Studium im Herbst 2023 mit dem Master. Seit 2024 ist Neumeier professionelle Kletterin.

## Kletterkarriere
Neumeier kommt aus einer kletternden Familie und wurde schon als Kleinkind zum Klettern mitgenommen. Ihre Vater richtete an einem kleinen Felsen bei Füssen Kletterrouten für Kinder ein. Dort gelang ihr im Alter von zehn Jahren die Route Karlsson vom Dach, womit ihre Kletterkarriere begann. Während der Schulzeit trat sie einer Schulklettergruppe bei und begann mit elf Jahren in Kletterhallen das Klettern an künstlichen Kletterwänden. Sie nahm an Wettkämpfen teil und wurde im Alter von 13 Jahren Dritte der Bayerischen Meisterschaften. Neumeier hat in den folgenden drei Jahren an deutschen Meisterschaften und einmal an einer Europameisterschaft teilgenommen. 2015, im Alter von 17 Jahren, beendete sie ihre Wettkampfkarriere und widmete sich ausschließlich dem Klettern an natürlichen Felswänden. Sie gewann noch 2024 den 33. Edelrid Allgäuer Klettercup in Kempten.
Auswahl wichtiger Erfolge an natürlichen Felswänden
- Wiederholung der Route Silbergeier nach nur dreieinhalb Tagen Projektierung, Kirchlispitzen, Schweiz (240 m, 6 Seillängen, 8b+), 10. Juni 2025[5]
- Erste weibliche Begehung von Psychogramm, Bürser Platte, Österreich (Schwierigkeit 8b+ trad, clean, FFA), 5. März 2025[6][7]
- El Niño via Pineapple Express, El Capitan/Yosemite, USA (800 m, 27 Seillängen bis 5.13c, 4,5 Tage, vom Boden aus), 6. bis 10. November 2024, mit Nemuel Feurle[8]
- Erste Wiederholung und erste weibliche Begehung, Nimm Dir Zeit, Tirol/Österreich (140 m, 7 Seillängen bis 8a+), 2024, gesichert von einem Familienmitglied[9][10]
- Dritte weibliche Begehung, Headless Children, Scheienfluh (Rätikon), Österreich (230 m, bis 8b), Ende August 2024, mit Nadine Wallner[11][10]
- Erste reine Frauenbegehung, Muir Blast/El Corazon, El Capitan/Yosemite, USA (1000 m, 35 Seillängen bis 5.13b, 6 Tage vom Boden aus), Herbst 2023, mit Barbara Zangerl[12]
- Reine Frauenbegehung, Delicatessen, Aiguilles de Bavella, Korsika (120 m, 8b), 2022, mit Romy Fuchs[9][13]
- Tom et je ris, Klettergebiet Verdonschlucht, (60 m, 8b+), 2018[14]
- Hotel Supramonte, Gala di Gorruppu, Sardinien (450 m, 11 Seillängen bis 8b), 2018, mit Christoph Hanke[14][15]